# 1607 Мейвіс
1607 Мейвіс (1607 Mavis) — астероїд головного поясу, відкритий 3 вересня 1950 року.
Тіссеранів параметр щодо Юпітера — 3,359.